# 大森城 (伊予国南宇和郡)
大森城（おおもりじょう）は、愛媛県南宇和郡愛南町城辺町にあった日本の城。町の史跡。

## 概要
勧修寺氏の本城である常盤城守備のため、常盤城の南に位置する大森山（標高130メートル）に築かれたが、1583年（天正11年）に長宗我部氏に攻められ、他の支城と共に落城した。
城跡は公園となっており、土塁などの遺構が残る。常盤城と、支城の緑城とともに愛南町の史跡となった。